# María Josefa Ascargorta y Rivera
María Josefa Ascargorta y Rivera (Madrid, ca. 1800 - 1850) va ser un pintora espanyola.
Nascuda vers 1800 a Madrid, va cursar estudis artístics a l'Estudi de Dibuix per a Senyoretes del carrer de Fuencarral, centre dependent de la Reial Acadèmia de Belles Arts de Sant Ferran, on va ser deixebla de Vicent López i Portaña. Poc després d'entrar-hi, la qualitat dels seus dibuixos va cridar l'atenció dels seus mestres, que van presentar-los a la Junta Ordinària de l'Acadèmia el 23 de gener de 1820. Arran d'això, se li va donar la feina de correctora i se li va assignar una dotació de 1000 rals anuals.
Uns anys més tard, el 1828, en un context en què moltes professores van voler assolir més reconeixement en la seva condició d'artistes, i malgrat no haver pogut desenvolupar la pràctica pictòrica a causa de la seva feina, va presentar una sol·licitud a la Reial Acadèmia de Belles Arts de Sant Ferran perquè l'admetessin com a acadèmica de mèrit, com a aficionada que era. Executà una còpia d'un Crist Natzarè, còpia de Luis de Morales, encara avui conservat a l'Acadèmia. Tanmateix, la comissió va deliberar i va atorgar-li només el grau de supernumerària el 2 de novembre de 1828, en l'especialitat de pintura d'història. Segons Pérez-Martín, possiblement la Junta no va atorgar-li el grau sol·licitat a causa de pertànyer a una classe social d'extracció més humil.